# خوليو سيزار لافاتيغ
خوليو سيزار لافاتيغ هولوب (23 فبراير 1980) هو لاعب كرة قدم أرجنتيني متقاعد لعب كمهاجم، ولعب مع فرق في بلاده وتشيلي وفنزويلا والمكسيك.